# Cultura de Israel
La cultura de Israel o cultura israelí (en hebreo: תרבות ישראלית‎, romanizado: Tarbut Israelit), ha estado en desarrollo mucho antes de la fundación del Estado de Israel en 1948. Su identidad cultural es el resultado de siglos de historia judía, marcada por la diáspora y, en buena parte, por el movimiento sionista, el cual buscaba el regreso de los judíos a Israel, además de ser un conjunto complejo que incluye elementos tradicionales de comunidades judías de todo el mundo. La ideología del movimiento sionista, a partir de finales del siglo XIX es, sin duda, de capital importancia para comprender la cultura moderna israelí. Gran parte de la diversidad cultural de Israel procede de los diferentes orígenes culturales de los judíos que integran Israel.
Con una población de orígenes muy diversos, Israel es extremadamente rico en cuanto a su diversidad cultural y actividad artística, que contribuye a un desarrollo continuo de la cultura israelí, que avanza junto con los cambios culturales en todo el mundo. Incluye una amplia gama de comunidades, principalmente judíos ashkenazíes, sefardíes, y mizrajíes, además de judíos etíopes (Beta Israel), yemenitas, entre otros. Además, la cultura árabe local tiene una presencia crucial, dada la población árabe/palestina que vive en el país, y se refleja en elementos como la música y la gastronomía nacional, junto a otros grupos menores como los drusos y circasianos.
A lo largo de los años, estas tradiciones se han fusionado, creando una cultura que, a pesar de estar grandemente anclada al judaísmo y al pueblo judío, está profundamente influenciada por las demás culturas a su alrededor. Las lenguas habladas, principalmente el hebreo, son testimonio de esta mezcla, al combinar raíces bíblicas, algunos elementos europeos y contribuciones del árabe. Existen otros idiomas menores que las comunidades judías trajeron consigo, como los dialectos judíos del árabe, arameo, o el idioma Yiddish. Cabe destacar que las artes son activamente promovidas y apoyadas por el gobierno.

## Actores
- Chaim Topol - Tevye, Fiddler on the Roof.
- Yael Abecassis - Kadosh, Alila.
- Gila Almagor -
- Mili Avital -
- Arik Einstein - Lul, Metzitzim.
- Ze'ev Revach - Charlie Ve'hetzi, Hagiga B'Snuker
- Yehuda Barkan
- Natalie Portman
- Shuly Rand
- Oded Fehr - Resident Evil
- Gal Gadot

## Artes plásticas
Podemos encontrar colonias de artistas muy activas en Safed, Jaffa y Ein Hod. Los pintores y escultores israelíes (Isaac Frenkel Frenel de Safed, Marcel Janco, Moshe Castel...) exhiben sus obras en todo el mundo. En el ámbito de la historieta, destaca el colectivo Actus Tragicus, cuyo representante más importante a nivel internacional es Rutu Modan. Haifa, Tel-Aviv y Jerusalén cuentan con excelentes museos de arte y muchas ciudades y kibbutzim tienen museos más pequeños pero de alta calidad. Cabe destacar el Museo Israelí en Jerusalén que cuenta con obras de trabajo y paz.arte religioso y folclore. El Museo de la Diáspora se encuentra en el campus de la Universidad de Tel-Aviv.

## Danza
Una danza popular tradicional de Israel es la Hora. Las danzas folclóricas israelíes de hoy son coreografiadas para el esparcimiento, así como rendimiento de grupos de danza. Otras danzas folclóricas de Israel son la danza temaní o danza de los judíos yemenitas, las danzas de la comunidad yemení, son a menudo realizadas en bodas y otras ocasiones festivas, la danza moderna en Israel es un campo floreciente y varios coreógrafos como el israelí Ohad Naharin se consideran entre los más versátiles y originales trabajos de los actuales creadores internacional. Famosas compañías israelíes son la compañía de Danza Batsheva, la compañía de danza Bat-Dor y Maria Kong entre otras.

## Dramaturgos
- Hanoch Levin Queen of the Bathtub , Hefetz
- Nissim Aloni
- Yehoshua Sobol
- Hillel Mittelpunkt - Guide For A Visitor To Warsaw
- Edna Mazia - Herodes
- Avraham Shlonsky Utz Li Gutz Li
- Anat Gov
- Dan Almagor

## Literatura

### Poetas
- Margalit Matitiahu
- Jaim Najman Biálik
- Nathan Alterman
- Uri Zvi Greenberg
- Shaul Tchernichovsky
- Abraham Shlonsky
- Leah Goldberg
- Abraham Stern
- Yehuda Amichai
- Nathan Zach
- David Avidan
- Yona Wallach
- Rachel (poet)
- Dalia Ravikovitx
- Aharon Shabtai

### Autores en prosa
- Shmuel Yosef Agnón (Premio Nobel de Literatura en 1966)
- Aharon Appelfeld
- David Grossman
- Ram Oren
- Amos Oz
- Meir Shalev
- Moshe Shamir
- A. B. Yehoshua
- Dan Tsalka
- Etgar Keret

## Medios de comunicación
Los israelíes son ávidos lectores de periódicos. Los diarios israelíes tienen una tirada media diaria de 600.000 ejemplares. La mayor parte de ellos están escritos en hebreo; otros están en árabe, inglés, francés, polaco, yidis, ruso, húngaro y alemán. Un medio de comunicación muy popular es la televisión.

## Mercados

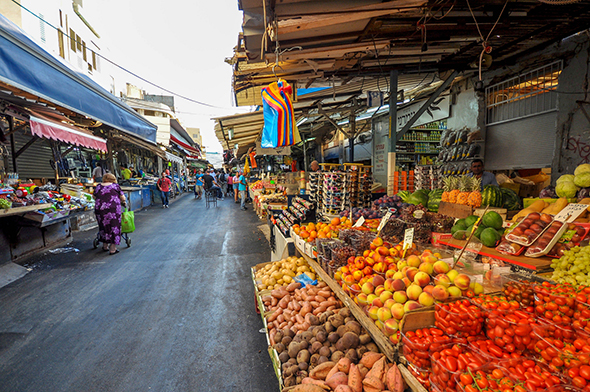
Shuk Hacarmel, ubicado en Tel Aviv

El Shuk es el mercado de Israel. Al aire libre, recorre diferentes puestos que muestran su cultura y qué pueden brindarle al comprador de ella; desde una comida hasta una crema para la piel. Están por todo Israel y es muy popular para los turistas: es un buen lugar para llevarse un recuerdo del país. Los Shuk más famosos son:
- Shuk HaKarmel
- Shuk Mahané Yehuda

## Movimientos juveniles

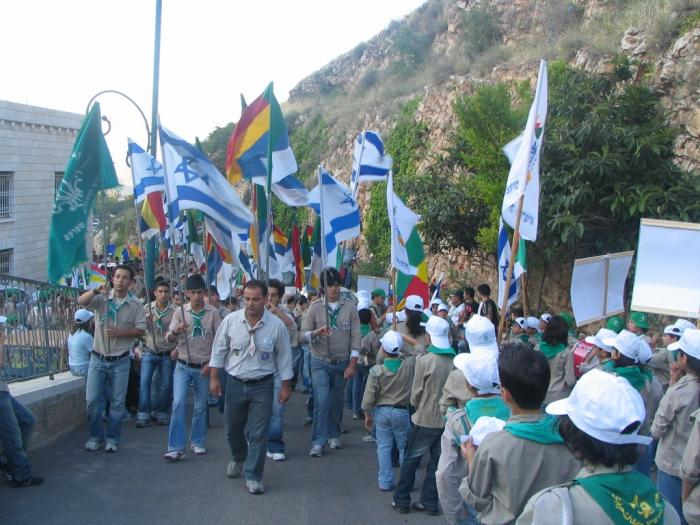
Exploradores drusos marchan hacia la tumba de Jetró.

Los movimientos juveniles han sido una característica importante del Estado de Israel desde sus inicios. En la década de 1950, estos movimientos se dividían en tres grupos; grupos de jóvenes sionistas que promovían los ideales sociales y la importancia de los asentamientos agrícolas y comunales, jóvenes trabajadores que promovían objetivos educativos y avances ocupacionales, y grupos recreativos con un fuerte énfasis en los deportes y las actividades de tiempo libre. Los tzofim, junto con los exploradores árabes y drusos, son miembros del movimiento scout israelí.

## Música
Israel es también generador de varias orquestas de música clásica de categoría mundial como la Orquesta Fil armónica de Israel, la Nueva Ópera israelí y otros. La Orquesta Filarmónica de Israel actúa a lo largo de todo el país y frecuentemente viaja al exterior. La Jerusalem Symphony, la orquesta de la Autoridad de Comunicación israelí, también lleva a cabo actuaciones musicales en el extranjero. Prácticamente cada municipio cuenta con una orquesta. Muchas de estas orquestas reciben la influencia de la gran tradición musical de los inmigrantes recién llegados de países de la ex Unión Soviética. Israel ha ganado en cuatro ocasiones el Festival de la Canción de Euro visión, en 1978, 1979, 1998 y 2018.y también se supone que en 2022 la ONU expanda esto a pueblos cercanos para la convivencia de niños y jóvenes.

## Teatro
Hay un gran interés del público por el teatro, y el repertorio cubre, desde las traducciones de dramas clásicos y contemporáneos, hasta la interpretación de obras de autores israelíes. Una de las compañías más importantes es la famosa Habima, fundada en 1917. Algunos de los teatros de Israel son los siguientes:
- Centro Suzanne Dellal de Danza y Teatro
- Teatro Nacional Habima, Tel Aviv
- Teatro Cámeri, Tel Aviv
- Teatro Beit Lessin, Tel Aviv
- Teatro Gesher, Jaffa
- Teatro Infantil Orna Porat
- Teatro Khan, Jerusalem
- Teatro de Haifa, Haifa
- Teatro de Beerseba, Beersheva
- Yiddishpiel